# Caillebotis

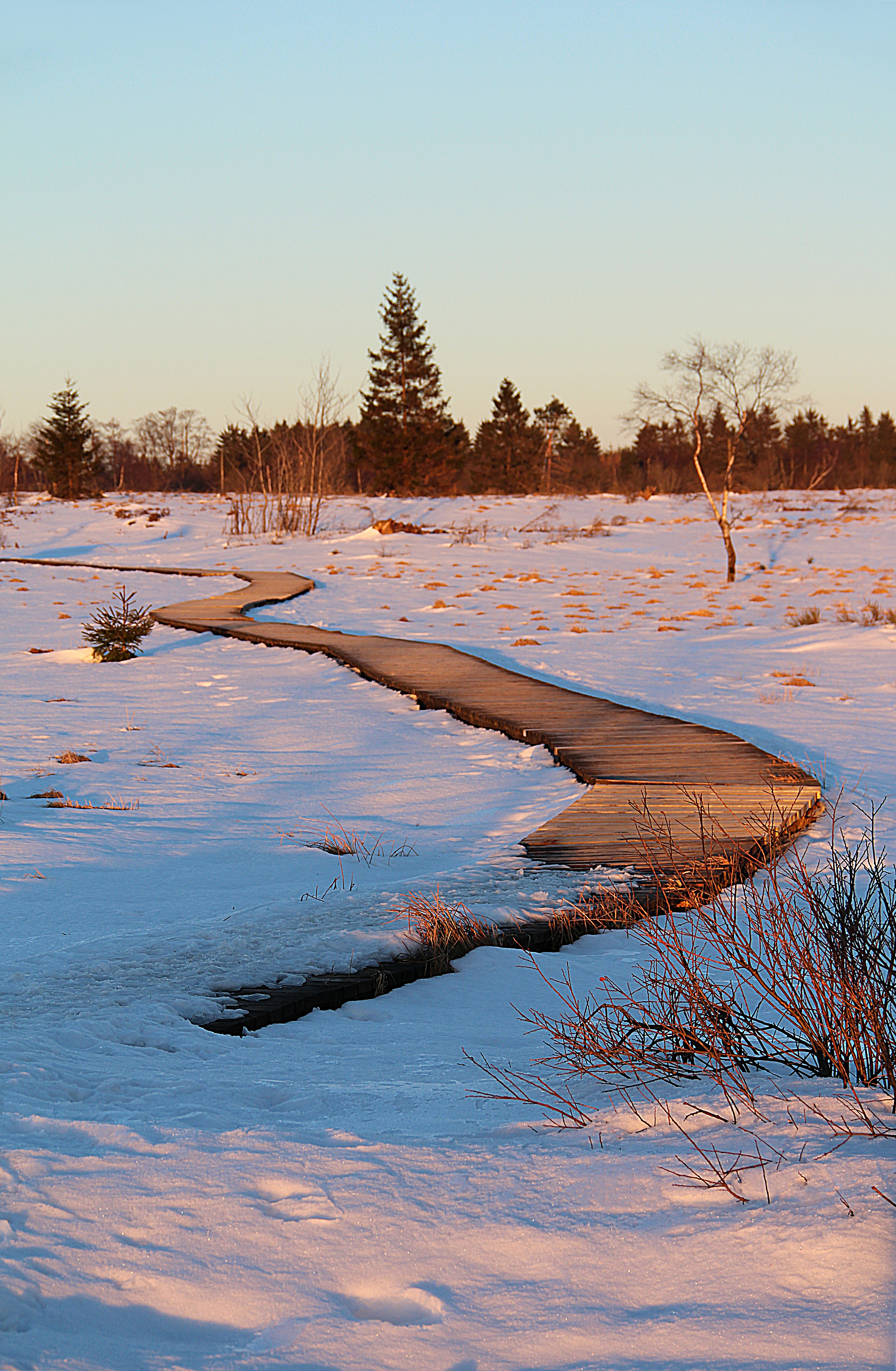
Caillebotis de la Vecquée dans les Hautes-Fagnes (Belgique).

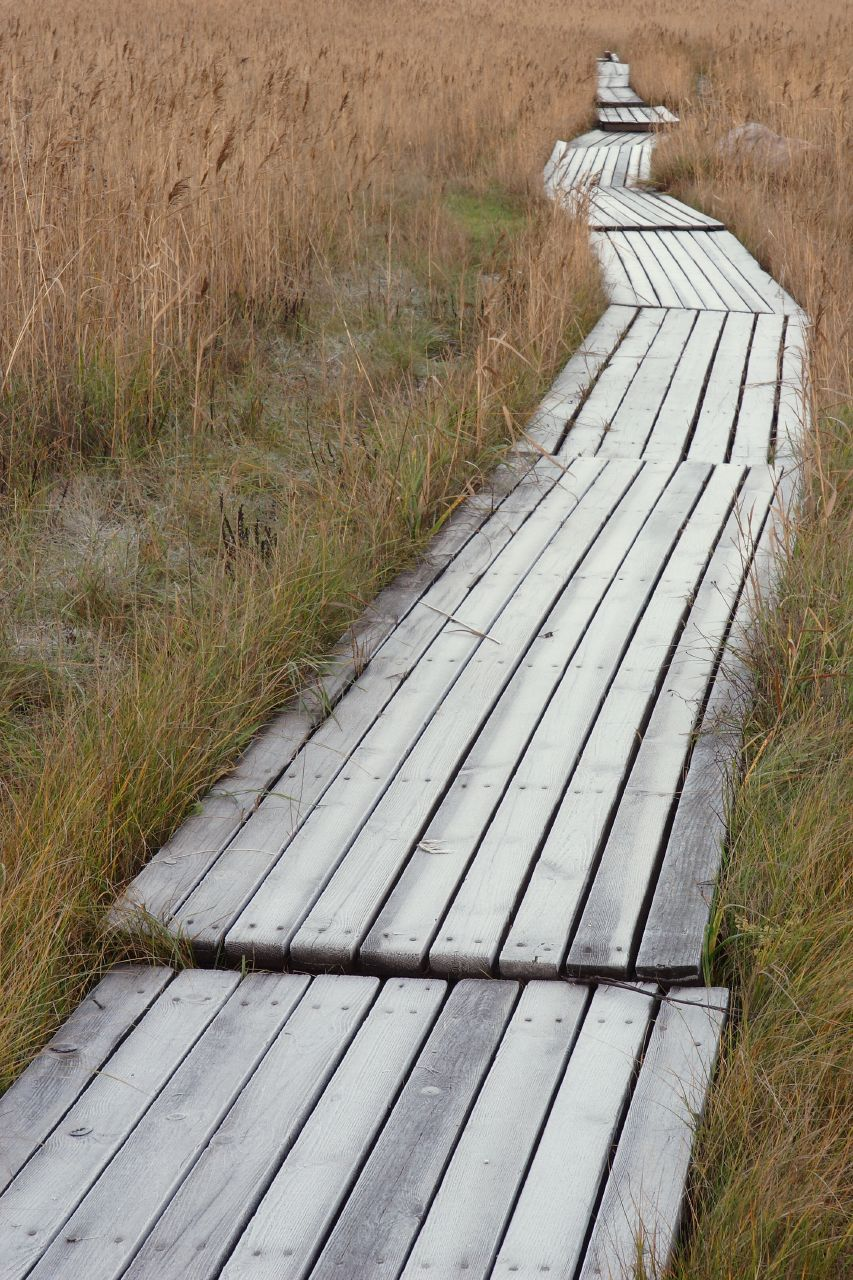
Un caillebotis à Kallahdenniemi, à l'est d'Helsinki.

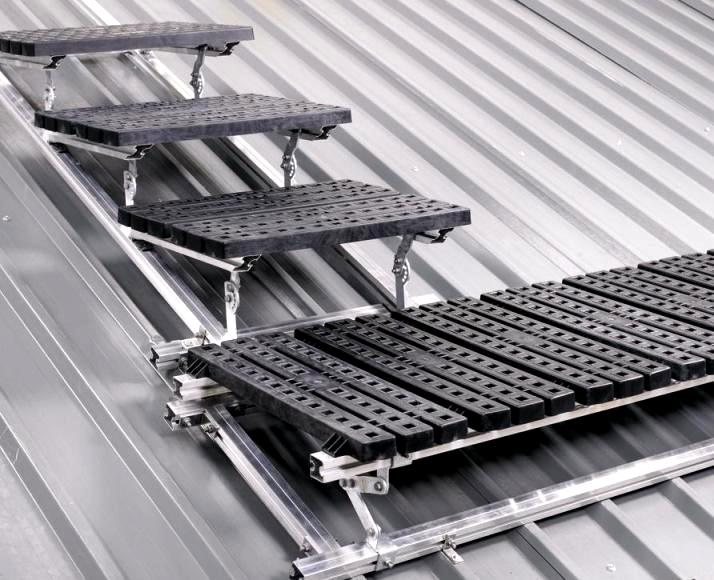
Chemin de circulation.

Un caillebotis est un panneau originellement constitué de bois, assemblé en planche. Ce nom trouve sa source dans l'étagère à claire-voie utilisée pour égoutter le fromage caillebotte.
Il peut être métallique, en plastique, en caoutchouc ou en bois.
Utilisations :
- revêtement de sol de passage extérieur ;
- planchers intérieurs et extérieurs dont ils constituent le tablier ;
- brise-soleil en façade de bâtiment ;
- marches d'escalier ;
- grille de sécurité ;
- grilles d'aération ;
- grille de caniveau ;
- chemin de circulation ;
- balisage d'accès.

## Caillebotis métallique
Un caillebotis métallique est un assemblage de plats porteurs et d'entretoises. Les plats porteurs et les entretoises se croisent et forment une maille.
Le principe du caillebotis métallique est d'offrir une résistance en flexion et ainsi de permettre de supporter des charges.
Les plats porteurs ont pour fonction de résister en flexion, à la manière d'une petite poutrelle. Leur section (combinaison de la hauteur et de l'épaisseur) détermine leur moment quadratique et donc leur résistance. Les entretoises ont pour fonction de maintenir les plats porteurs à un certain espacement afin de créer un assemblage rigide. Accessoirement, les entretoises permettent une très légère répartition de la charge sur les différents plats porteurs, mais ce paramètre n'est généralement pas pris en compte dans les calculs de résistance.
Les matières qui le constituent sont :
- l'acier S 235 très majoritairement (généralement traité par galvanisation à chaud pour éviter l'oxydation) ;
- l'inox 304 L (usage courant) et 316 L (milieux acides) généralement passivé, c'est-à-dire ayant subi un traitement chimique de surface à base d'acide destiné à lui rendre ses qualités inoxydables après fabrication (notamment après soudure) ;
- l'aluminium, rare car peu rigide, parfois anodisé.

On distingue deux grandes familles de caillebotis métalliques :
- les caillebotis métalliques électroforgés ;
- les caillebotis métalliques pressés.

### Le caillebotis électroforgé
Il est caractérisé par ses entretoises de type « carré torsadé ». Il s'agit parfois d'une simple barre de section ronde. Chaque intersection où se croisent un plat porteur et une entretoise est soudée par un procédé automatisé. L'entretoise est simultanément enfoncée en pression dans le plat porteur, et soudée.
Un caillebotis électroforgé est donc un assemblage définitif, ce qui lui vaut des propriétés intéressantes, telles qu'une résistance accrue en torsion, ou encore la possibilité d'être découpé sans risque que le caillebotis se désassemble. C'est pourquoi le caillebotis électroforgé est souvent exigé dans les spécifications des grands groupes pétroliers ou nucléaires.

### Le caillebotis pressé
Dans le cas du caillebotis pressé, l'entretoise est un plat métallique, tout comme la barre porteuse, mais généralement plus petit. Les barres porteuses sont encochées, et les entretoises sont insérées en force dans ces encoches, constituant un assemblage pressé. L'entretoise est parfois de même section que le plat porteur : on parle alors de caillebotis mi-fer. 

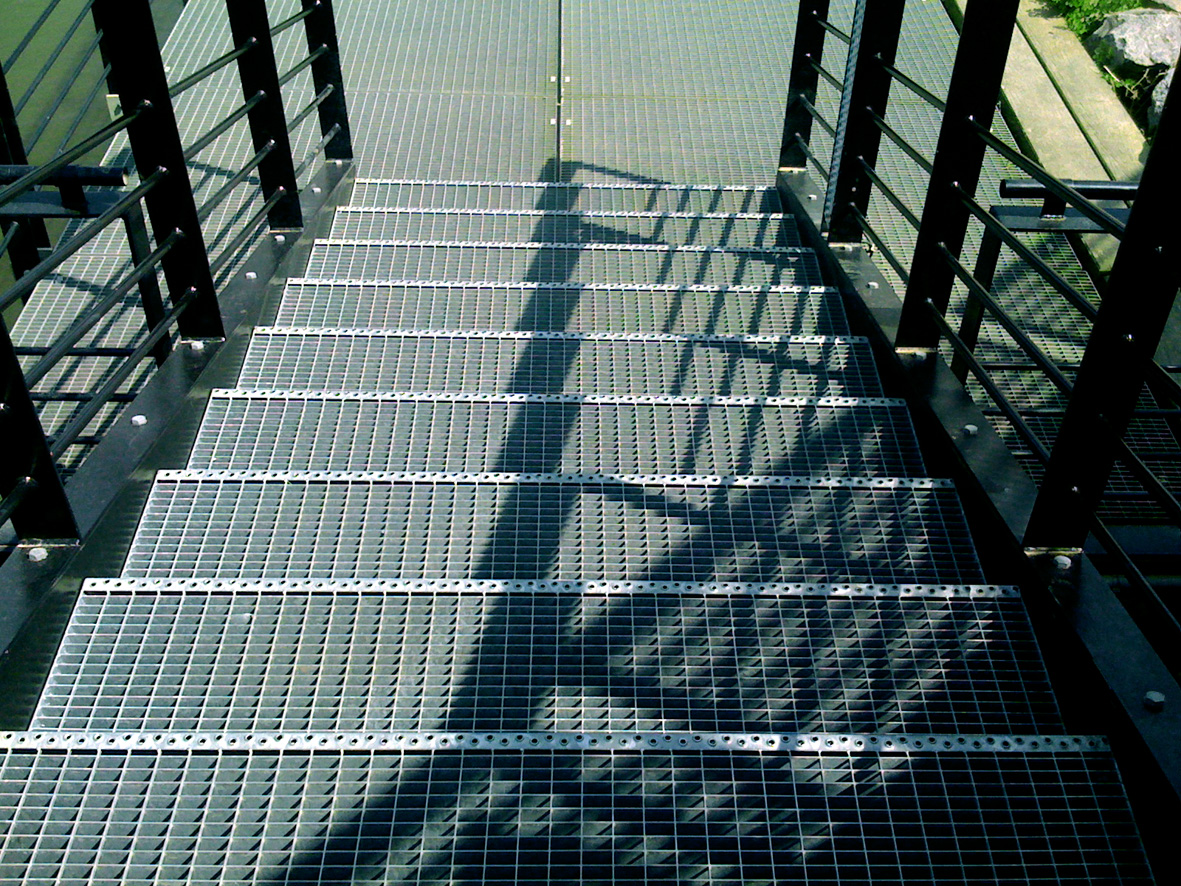
Caillebotis pressé.